# Drymusa
Drymusa  (лат.) — род аранеоморфных пауков, выделяемый в монотипное семейство Drymusidae. Большинство видов обитают в Южной и Центральной Америке; два вида описаны из Южной Африки. Внешне Drymusa сходны с пауками из близкого рода Loxosceles (семейство Sicariidae), однако в отличие последних охотятся с помощью ловчих сетей и не опасны для человека.

## Таксономия
В составе рода рассматривают 15 современных видов:
- Drymusa armasi Alayón, 1981
- Drymusa canhemabae Brescovit, Bonaldo et Rheims, 2004[2]
- Drymusa capensis Simon, 1893
- Drymusa colligata Bonaldo, Rheims et Brescovit, 2006[2]
- Drymusa dinora Valerio, 1971
- Drymusa nubila Simon, 1891
- Drymusa philomatica Bonaldo, Rheims et Brescovit, 2006[2]
- Drymusa producta Purcell, 1904
- Drymusa rengan Labarque et Ramírez, 2007
- Drymusa serrana Goloboff et Ramírez, 1992
- Drymusa silvicola Purcell, 1904
- Drymusa simoni Bryant, 1948
- Drymusa spectata Alayón, 1981
- Drymusa spelunca Bonaldo, Rheims et Brescovit, 2006[2]
- Drymusa tobyi Bonaldo, Rheims et Brescovit, 2006[2]